# Эр-Рувайс (ОАЭ)
Эр-Рувайс (Эль-Рувайс, араб. الرويس‎) — прибрежный город в регионе Эд-Дафра эмирате Абу-Даби. Расположен между холмами Джабаль-эз-Занна (Эз-Занна) и Эр-Рувайс, на побережье бухты Эр-Рувайс (Хаур-эр-Рувайс) Персидского залива.
Представляет собой материковый порт, в составе которого — крупный нефтеэкспортный портовый комплекс.

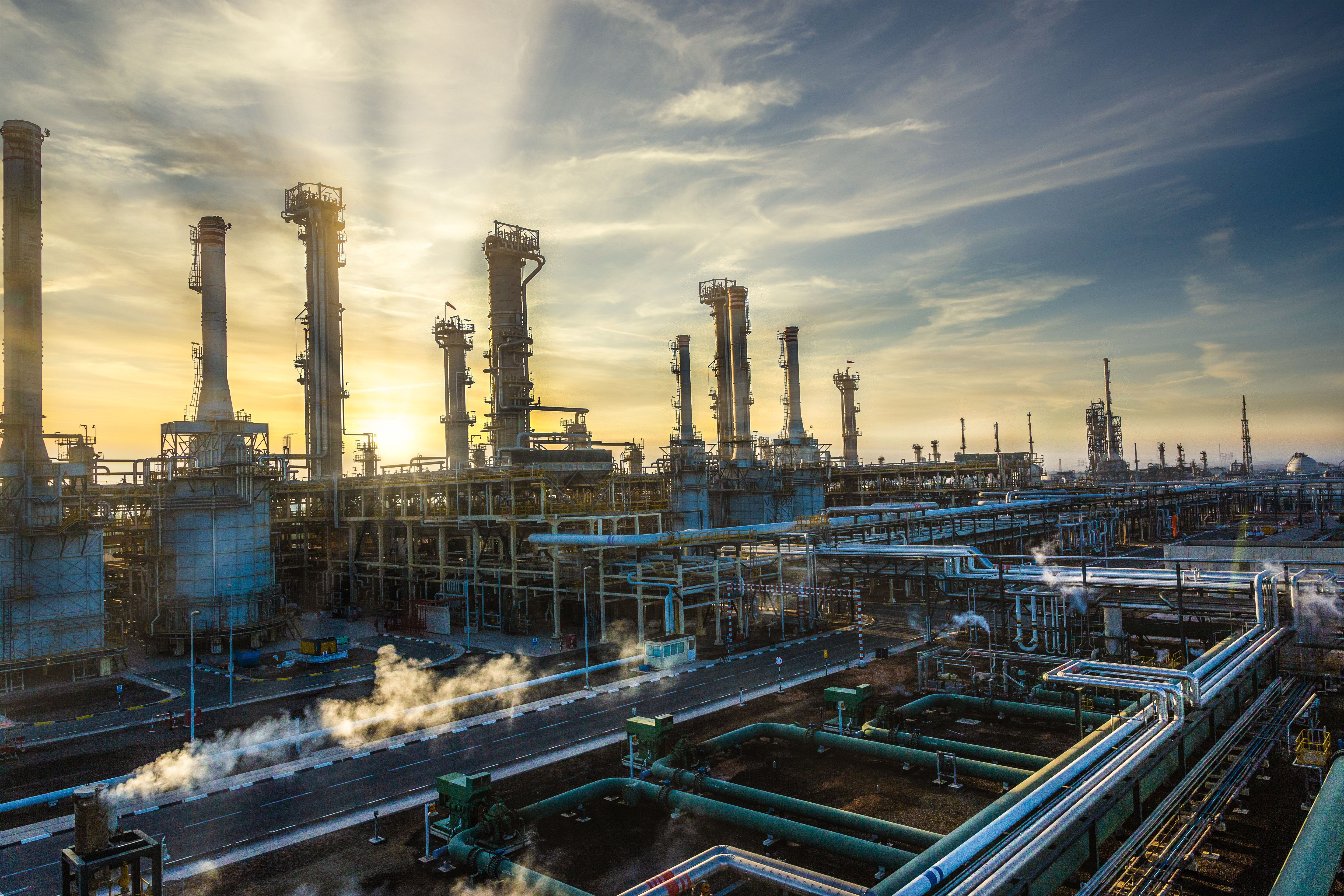
Нефтеперерабатывающий завод в Эр-Рувайсе

В Эр-Рувайсе находится нефтеперерабатывающий завод Abu Dhabi National Oil Company (ADNOC) мощностью 20 млн т нефти в год (четвёртый по величине в мире), газоперерабатывающий завод мощностью 6,75 млн т в год, ТЭС мощностью 500 МВт, крупный нефтехимический комплекс: производство этилена (полиолефинов) компании Borouge (совместного предприятия ADNOC и австрийской компании Borealis) мощностью 4,5 млн т в год (с 2014 года), этилендихлорида (1,2-Дихлорэтана) мощностью 0,52 млн т в год, синтетических смол и пластмасс, соды мощностью 0,44 млн т в год, аммиака мощностью 0,46 млн т в год, карбамида мощностью 0,8 млн т в год. Основная часть продукции экспортируется. В 53 км к юго-западу строится АЭС Барака.
Через город проходит так называемое Береговое шоссе (E 11).
В конце 2015 года завершено строительство железной дороги длиной 264 км для транспортировки гранулированной серы из газовых месторождений Шах и Хабшан в Эр-Рувайс, первого этапа железнодорожной сети Etihad Rail. Эксплуатация началась в 2016 году. Строительство обошлось в 1,28 млрд долларов США.
К северо-востоку находятся острова Яс (Сир-Бани-Яс) и Дальма.